# Esther Díaz
Esther Díaz (Ituzaingó, 1 de diciembre de 1939) es una doctora en filosofía, pensadora, intelectual, epistemóloga y escritora argentina.

## Biografía
Cursó sus estudios en la Facultad de Filosofía y Letras de la Universidad de Buenos Aires, en donde también obtuvo un doctorado en Filosofía. Fue profesora en el Ciclo Básico Común de la misma Universidad entre los años 1985 y 2005. Dictó seminarios de posgrado sobre Metodología de la Ciencia y Epistemología en las Universidades Nacionales de Entre Ríos, Tucumán y del Nordeste. Ha realizado numerosas conferencias en diversas universidades latinoamericanas. Desde 1998, dirige la Maestría en Metodología de la Investigación Científica impartida en la Universidad Nacional de Lanús. Allí también se desempeña como profesora e investigadora. 
Se le atribuye el haber realizado una importante contribución en lo que respecta a la introducción de la filosofía de Michel Foucault en el ambiente académico argentino. En tal sentido, su tesis de doctorado, redactada durante los años 1980, se tituló: “La ontología histórica en la temática filosófica contemporánea. Comunicación, poder y ética en la obra de Michel Foucault”. Entre sus aportes al campo de la epistemología, sobresale la elaboración del concepto de “epistemología ampliada”, al cual presenta del siguiente modo: 

Me guía la premisa de que la racionalidad del conocimiento, aun la más estricta y rigurosa, hunde sus raíces en luchas de poder, factores económicos, connotaciones éticas, afecciones, pasiones, idearios colectivos, intereses personales y pluralidad de nutriciones que no están ausentes, por cierto, en el éxito o el fracaso de las teorías. Creo que la rampa de lanzamiento hacia esta “epistemología ampliada a lo político-social” no ha de perder de vista ni los antecedentes históricos de la disciplina, ni los conceptos de los pioneros de la filosofía de la ciencia.

Su obra incluye estudios y ensayos sobre los discursos y las prácticas sexuales contemporáneas. También ha publicado libros y artículos en donde indaga al problema de la Posmodernidad y las expresiones de esta última tanto en la ciencia como en la vida cotidiana de los individuos. En varias ocasiones, ha expresado que los problemas filosóficos no sólo inspiran y orientan a su obra y a su actividad docente, sino que también la filosofía misma es su modo de vida: no tengo una vida al margen de la filosofía. Mi modo de vida es la filosofía.

### Obras
- Crítica al falsacionismo, Eudeba, 1985.
- Una historia de la verdad, 1985.
- El conocimiento científico, la gamba, 1988.
- Para seguir pensando, Buenos Aires, Eudeba, 1988.
- Hacia una visión crítica de la ciencia,

, 1992 (coautora).
- Ideas Robadas, Buenos Aires, Biblos, 1992.
- La producción de los conceptos científicos, Buenos Ares, Biblos, 1993 (compiladora y coautora).
- Michel Foucault, los modos de subjetivación, Buenos Aires, Almagesto, 1993.
- La sexualidad y el poder, Buenos Aires, Almagesto, 1993.
- La filosofía de Michel Foucault, Buenos Aires, Biblos, 1995.
- La ciencia y el imaginario social, Buenos Aires, Biblos, 1996 (editora y coautora).
- Metodología de las ciencias sociales, Buenos Aires, Biblos, 1997 (editora y coautora).
- Metodología de las ciencias sociales. Preguntas y respuestas, Buenos Aires, Biblos, 1998 (coautora).
- La Posciencia. El conocimiento científico en las postrimerías de la modernidad, Buenos Aires, Biblos, 2000 (editora y coautora).
- Buenos Aires, una mirada filosófica, Buenos Aires, Biblos, 2001.
- Posciencia. Práctica y teoría, Buenos Aires, Biblos, 2002 (coordinadora y coautora).
- La posciencia. El conocimiento científico en las postrimerías de la modernidad. Nueva edición adaptada a los contenidos del CBC, Buenos Aires, Biblos, 2002 (editora y coautora).
- La filosofía de Michel Foucault, segunda edición corregida 2003, Buenos Aires, Biblos, 2005.
- El himen como obstáculo epistemológico, Buenos Aires, Biblos, 2005.
- Posmodernidad [1999], Buenos Aires, Biblos, 2005.
- L´Esprit de Buenos Aires. Une ville et ses démons, Paris, L’Harmattan, 2007.
- Entre la tecnociencia y el deseo. La construcción de una epistemología ampliada 2007, Buenos Aires, Biblos, 2010.
- Posmodernidad (Edición venezolana), Alfa, Caracas, 2008.
- La sexualidad, esa estrella apagada. Sexo y poder, Barcelona, Azul, 2009.
- Las grietas del control. Vida, vigilancia y caos, Buenos Aires, Biblos, 2010.
- Investigación científica y biopoder. Epistemología, metodología y biopolítica, Buenos Aires, Editorial Biblos y Ediciones de la UNLa, 2012 (compiladora y coautora).

## Filmografía
En 2018 Martín Farina realizó el documental "Mujer nómade", que trata de la vida de Esther Díaz.
En 2020 aparece como extra en video musical del grupo argentino Miranda llamado "Entre las Dos".